# Toqtamış Giray
Toqtamış Giray (1589-1608) fou un efímer kan de Crimea que fou proclamat a finals del 1607 a la mort del seu pare Ghazi II Giray (novembre) i va restar uns quants mesos al poder. Ghazi II havia obtingut la promesa del sultà Murat III que el tron de Crimea quedaria dins la seva família, i al morir, el seu fill i khalgay fou lògicament proclamat kan i es va enviar un delegat a Istanbul a demanar la confirmació. Però Murat havia mort el 16 de gener de 1595 i la Porta i el nou sultà Mehmet III no el va acceptar.
Toqtamış va decidir anar a la capital otomana en persona a defensar la seva causa; mentre estava de camí, Selamet Giray, antic khalgay, fill de Devlet Giray, que estava afavorit pel Kapudan Pasha Hafiz Ahmed, va rebre el nomenament com a kan; el nomenat estava absent i es va dirigir a Crimea en vaixell mentre el seu germà Mehmed ho feia per terra. Toqtamış va retornar per defensar el tron i es va enfrontar amb Mehmed a la batalla d'Aksu en la qual Toqtamış fou derrotat i mort (1608).